# Intercalaire schijf
Intercalaire schijven zijn microscopisch identificeerbare eigenschappen van hartspierweefsel. Hartspierweefsel bestaat uit individuele hartspiercellen verbonden door intercalaire schijven zodat deze als een geheel orgaan kunnen functioneren. Skeletspierweefsel daarentegen bestaat uit meerkernige spiervezels en bevat geen intercalaire schijven. Intercalaire schijven ondersteunen de gesynchroniseerde samentrekking van hartweefsel. Deze schijven zijn aanwezig op de Z-lijnen van een sarcomeer en zijn makkelijk zichtbaar in een lengtedoorsnede van hartspierweefsel.
Drie verschillende soorten intercellulaire bruggen vormen intercalaire schijven - fascia adhaerens, desmosomen en gap junctions.
- Fascia adhaerens bestaat uit aanhechtingsplekken voor actine en zijn verbonden aan het dichtsgelegen sarcomeer.
- Desmosomen stoppen het uiteengaan van de cellen tijdens samentrekking door het binden van filament. Desmosomen heten ookwel macula adherens.
- Gap junctions zorgen ervoor dat een actiepotentiaal doorgegeven kan worden tussen hartcellen door het toelaten van ionpassage tussen verschillende cellen, dit zorgt voor depolarisatie van de hartspier.

Moleculaire, biologische en omvattende studies tonen aan dat intercalaire schijven vooral bestaan uit verschillende typen zonulae adhaerentes, genaamd areae compositae. Anders dan ander epitheel zijn ze een mengelmoes van typische desmosoom- en fascia-adhaerens-eiwitten. Cardiomyocyte zonula adherens verschillen dus van epithele zonula adherens.